# Temporada de furacões no Atlântico de 1906
O Temporada de furacões no Atlântico de 1906 foi uma temporada temporada média. Contou com doze ciclones tropicais, onze dos quais se tornaram tempestades, seis se tornaram furacões e três se tornaram grandes furacões. A primeira tempestade da temporada, uma tempestade tropical no norte do Caribe, formou-se em 8 de junho; embora tenha atingido os estados unidos, nenhum impacto importante foi registrado. Julho viu um período de inatividade, sem tempestades conhecidas. No entanto, em agosto, a série de inatividade terminou com duas tempestades, incluindo um poderoso furacão. Setembro trouxe três tempestades, incluindo um furacão mortal, com impactos catastróficos em Pensacola e Mobile. Outubro incluiu três tempestades, com um poderoso furacão que matou mais de 200 pessoas. A tempestade final da temporada impactou Cuba no início de novembro e dissipou-se em 9 de novembro. A temporada foi bastante mortal, com pelo menos 381 mortes registradas no total.

## Resumo da temporada
Antes do advento da moderna tecnologia de rastreamento de ciclones tropicais, principalmente imagens de satélite, muitos furacões que não afetavam a terra diretamente passavam despercebidos, e as tempestades que afetavam a terra não eram reconhecidas até seu ataque violento. Como resultado, as informações sobre temporadas de furacões mais antigas geralmente eram incompletas. Esforços modernos foram feitos e ainda estão em andamento para reconstruir as trilhas de furacões conhecidos e identificar tempestades inicialmente não detectadas. Em muitos casos, a única evidência de que um furacão existiu foram relatos de navios em seu caminho e, a julgar pela direção dos ventos experimentados pelos navios e sua localização em relação à tempestade, é possível identificar aproximadamente o centro de circulação da tempestade. para um determinado ponto no tempo. Esta é a maneira pela qual todas as onze tempestades conhecidas na temporada de 1906 foram identificadas pela reanálise do especialista em furacões José Fernández-Partagás das temporadas de furacões entre 1851 e 1910. Partagás também estendeu as trilhas conhecidas de outros três furacões previamente identificados por estudiosos. As informações que Partagás e seu colega descobriram foram amplamente adotadas pela reanálise de furacões no Atlântico da Administração Nacional Oceânica e Atmosférica em suas atualizações no banco de dados de furacões no Atlântico (HURDAT), com alguns pequenos ajustes. HURDAT é a fonte oficial de dados de furacões como trajetória e intensidade, embora devido a uma escassez de registros disponíveis na época em que as tempestades existiam, as listas de algumas tempestades estão incompletas.
A atividade da temporada foi refletida com uma classificação acumulada de energia ciclônica (ECA) de 163, o maior total desde 1893. ECA é uma métrica usada para expressar a energia usada por um ciclone tropical durante sua vida. Portanto, uma tempestade com maior duração terá altos valores de ECA. É calculado apenas em incrementos de seis horas em que sistemas tropicais e subtropicais específicos estão em ou acima de velocidades de vento sustentadas de 63 km/h (39 mph), que é o limite para a intensidade das tempestades tropicais. Assim, as depressões tropicais não estão incluídas aqui.

## Sistemas

### Tempestade tropical Um
A primeira tempestade da temporada se formou em 8 de junho, ao sul do oeste de Cuba, atingindo ventos máximos de 80 km/h (50 mph) até 9 de junho Em 10 de junho, uma estação meteorológica em Havana relatou uma pressão atmosférica mínima de 1.002 mbar ( hPa ; 29,59 inHg ); entretanto, a pressão mínima do próprio sistema é desconhecida. Em 12 de junho, o sistema provocou o naufrágio de uma escuna; no entanto, todos a bordo da escuna foram resgatados. O sistema continuou viajando para o norte-noroeste, atingindo a costa perto da Cidade do Panamá em 13 de junho, enfraquecendo rapidamente para uma depressão tropical à medida que se movia para o interior. O sistema tornou-se extratropical em 14 de junho, dissipando-se pouco depois; nenhuma morte ou ferimento foi causado pela tempestade.

### Furacão Dois
Os efeitos deste primeiro furacão da temporada foram notados pela primeira vez em Santa Clara, Cuba, onde condições de chuva e vento foram observadas na tarde de 14 de junho. Vários navios afundaram durante o furacão durante as primeiras horas da manhã de 15 de junho. Acredita-se que o sistema tenha entrado no Estreito da Flórida durante a noite. O sistema começou a viajar para o oeste-noroeste, fortalecendo-se constantemente em um furacão à tarde. Em 17 de junho, foi registrada uma pressão mínima de 979 mbar (hPa; 28,91 inHg), quando o furacão passou pelo sul da Flórida.
O furacão se intensificou lentamente à medida que viajava para o mar, continuando a se fortalecer ao longo do dia 17 de junho, atingindo o status de categoria 2 em 18 de junho. À medida que a tempestade se dirigia para o nordeste, o furacão começou a enfraquecer, tornando-se uma tempestade tropical em 21 de junho. O sistema virou para leste-sudeste em 21 de junho, depois recurvando para leste-nordeste em 22 de junho. Ele enfraqueceu para uma depressão tropical em 23 de junho, passando para um ciclone extratropical no final daquele dia. Os impactos causados pelo furacão foram mínimos - um barco foi parcialmente desmontado em Key West e um cais em Coconut Grove também foi danificado. Além disso, a escuna Hidie Feroe afundou, embora sua tripulação tenha sido resgatada posteriormente.

### Tempestade tropical Três
Esta tempestade tropical não foi identificada até que pesquisas modernas de José Fernández-Partagás revelaram a tempestade em 1997. Acredita-se que a tempestade tropical tenha se originado como uma depressão tropical no Atlântico Norte em 22 de agosto. Em 23 de agosto, a depressão se intensificou em uma tempestade tropical, com ventos de 64 km/h (40 mph). O sistema se intensificou ainda mais em uma poderosa tempestade tropical em 24 de agosto, com ventos de 110 km/h (70 mph). No entanto, a tempestade começou a enfraquecer e transitou para uma tempestade extratropical em 25 de agosto, com ventos de 97 km/h (60 mph).

### Furacão Quatro
Acredita-se que a quarta tempestade da temporada tenha se originado como uma tempestade tropical na costa da África em 25 de agosto. A tempestade se intensificou lentamente, atingindo o status de furacão em 28 de agosto. Enquanto a tempestade se dirigia para oeste-noroeste em 31 de agosto, passou pelas Pequenas Antilhas como um furacão de categoria 2. A tempestade se tornou um furacão de categoria 3 em 2 de setembro ao passar pelo norte da República Dominicana. A tempestade se intensificou ainda mais em um furacão de categoria 4 em 5 de setembro, localizado a leste das Bahamas. Ao longo do dia 6 de setembro, o furacão começou a se curvar para o norte. Durante a noite, enfraqueceu para o status de categoria 3 e começou a viajar para o nordeste em 7 de setembro
O furacão manteve sua intensidade e passou a noroeste das Bermudas em 9 de setembro, onde os ventos chegaram 110 km/h (70 mph) e as pressões do ar caíram para 988 mbar (hPa; 29,18 inHg). A tempestade continuou a enfraquecer, eventualmente se tornando um furacão de categoria 2 em 11 de setembro; neste momento, o Koenigin Luise mediu uma pressão de ar de 950 mbar (hPa; 28,06 inHg). O sistema tornou-se extratropical no final do dia e perdeu sua identidade em 12 de setembro no Atlântico Norte perto das Ilhas Britânicas. Como resultado de avisos prévios, poucos danos foram causados pelo furacão.

### Furacão Cinco
A quinta tempestade da temporada se formou em 3 de setembro no Atlântico ocidental. Ele derivou para oeste-noroeste, ganhando intensidade lentamente, e virou para noroeste em 8 de setembro. No entanto, a tempestade tropical mudou de curso e começou a se dirigir para oeste-noroeste em 11 de setembro, à medida que se intensificava lentamente. Em 12 de setembro, a tempestade tropical se intensificou para um furacão mínimo e começou a virar para o norte-noroeste em 13 de setembro. Atingiu seus ventos máximos de 140 km/h (90 mph) em 14 de setembro. Como manteve sua intensidade em 15 de setembro, o furacão começou a virar para o oeste enquanto continuava se aproximando da costa da Carolina do Sul em 17 de setembro. O furacão atingiu a costa perto de Myrtle Beach no final de 17 de setembro e rapidamente se enfraqueceu para uma tempestade tropical conforme se movia para o interior. A tempestade se dissipou como uma depressão tropical em 18 de setembro sobre o Tennessee.
O furacão causou impactos moderados — duzentas pessoas ficaram presas em Wrightsville Beach, na Carolina do Norte. Em Charleston, Carolina do Sul, ventos de 74 km/h (46 mph), além de uma pressão barométrica de 997 mbar (hPa; 29,44 inHg). Muitos pequenos edifícios foram danificados em Charleston; os danos na cidade totalizaram $ 1.000, enquanto na cidade de Georgetown, os danos foram estimados em cerca de $ 15.000. O Laura encontrou o furacão e três dos quatro tripulantes morreram. Uma escuna chamada Seguranca e sua tripulação também foram impactadas pelo furacão; a tripulação a bordo sobreviveu sem comida por dois dias. Os danos gerais ao transporte marítimo e às colheitas nas Carolinas foram moderados; sete pessoas foram mortas e pelo menos $ 2.016.000 (1.906 USD ) em danos foram registrados.

### Furacão Seis
O furacão Mississippi de 1906

O sexto furacão da temporada se originou como uma depressão tropical em 19 de setembro no sudoeste do Mar do Caribe. No dia seguinte, a depressão se intensificou em uma tempestade tropical. Ele continuou a se intensificar de forma constante, eventualmente atingindo o status de furacão em 24 de setembro ao sair do Canal do Iucatão. O furacão continuou a se intensificar à medida que se movia de norte a noroeste e atingiu intensidade de categoria 2 no Golfo do México. Durante a tarde, a tempestade se intensificou ainda mais em um grande furacão. Neste momento, o furacão foi de 300 mi (480 km) a oeste-noroeste de Cuba. O furacão manteve a intensidade e continuou a se deslocar para o norte-noroeste, e enfraqueceu para um furacão de categoria 2 ao atingir a costa perto de Pascagoula, Mississippi, em 27 de setembro O furacão enfraqueceu à medida que se movia para o interior, enfraquecendo rapidamente para uma tempestade tropical em 28 de setembro. A tempestade tornou-se extratropical em 29 de setembroe também comprido
O furacão causou graves danos ao longo da Costa do Golfo. Muitos navios da marinha foram levados para a costa ou afundados em Pensacola, e as ferrovias da cidade foram severamente danificadas. Numerosos cais foram danificados ou destruídos e muitos telhados foram arrancados dos edifícios. Três fortes nas proximidades de Pensacola sofreram danos. A eletricidade na cidade foi cortada. Um total de 25 pessoas foram mortas em Pensacola. As áreas móveis e circundantes sofreram danos semelhantes, incluindo madeira destruída, janelas quebradas e embarcações afundadas. No Mississippi, mais de 300.000 fardos de algodão foram destruídos durante o furacão, totalizando $ 12.000.000 em danos. Os danos em Nova Orleans foram mínimos; no entanto, o Lago Pontchartrain transbordou, inundando a cidade. O furacão matou um total de 134 pessoas.

### Tempestade tropical Sete
Esta tempestade tropical não foi identificada anteriormente e não foi considerada uma tempestade tropical até a pesquisa de José Fernández-Partagás em 1997. Acredita-se que a tempestade tenha se originado a oeste das Ilhas Canárias, no nordeste do Atlântico, em 22 de setembro. A tempestade tropical moveu-se para oeste-sudoeste por vários dias, mantendo seus ventos máximos de 110 km/h (70 mph) ; no entanto, a tempestade começou a se curvar no início de 26 de setembro e viajou diretamente para o oeste antes de se curvar para o norte durante a tarde. A tempestade tropical continuou a mudar de curso, virando para oeste-noroeste em 28 de setembro. A transição para um sistema extratropical ocorreu em 1 de outubro e chegou à Inglaterra em 3 de outubro

### Tropical depression
Uma depressão tropical se desenvolveu no leste do Caribe em 26 de setembro. A depressão moveu-se geralmente para o oeste e provavelmente atingiu o pico com ventos máximos sustentados de 56 km/h (35 mph). até setembro Em 30 de dezembro, a depressão curvou-se para oeste-noroeste e se dissipou perto do Cabo San Antonio de Cuba no dia seguinte.

### Furacão Oito
O Furacão de Florida Keys e de Miami de 1906
Este furacão se originou em 4 de outubro perto de Barbados como uma "perturbação ciclônica"; no entanto, nenhuma circulação fechada foi evidentemente associada ao sistema. As pressões barométricas começaram a cair no Panamá à medida que o sistema se deslocava para o oeste, e foi considerada uma tempestade tropical em 8 de outubro. Conforme a tempestade se dirigia para o oeste, ela se fortaleceu rapidamente; a tempestade se tornou um furacão em 9 de outubro e se intensificou em um grande furacão em 10 de outubro. Quando começou a curvar para noroeste, o furacão atingiu a Nicarágua e enfraqueceu para uma tempestade tropical em 11 de outubro. Ele começou a derivar para o norte-noroeste mais tarde naquele dia, intensificando-se em um furacão mínimo à medida que se aproximava do Golfo de Honduras.
No entanto, o furacão enfraqueceu para uma tempestade tropical novamente em 14 de outubro, conforme se movia por terra, e começou a fazer uma curva norte-noroeste, fortalecendo-se novamente para um grande furacão em 17 de outubro, enquanto estava a oeste-sudoeste de Cuba. O furacão atingiu Cuba na noite de 17 de outubro. O furacão passou pelo sul da Flórida perto de Pigeon Key e Downtown Miami em 18 de outubro. O furacão continuou viajando de norte a noroeste; no entanto, foi forçado a recurvar para sul-sudoeste, como resultado de uma área de alta pressão. O furacão enfraqueceu para uma tempestade tropical por terra, eventualmente se tornando uma depressão tropical. O sistema serpenteou para o Golfo do México, chegando à América Central em 23 de outubro
O furacão causou estragos em todo o seu caminho - as plantações na América Central sofreram graves danos e as chuvas destruíram muitas estradas e pontes na Nicarágua. Em Cuba, pelo menos 29 pessoas foram mortas, e as plantações de tabaco no país foram arruinadas. O dano mais grave foi causado na Flórida - o estado sofreu mais de $ 420.000 em danos e mais de duzentas pessoas foram mortas. Das pessoas mortas na Flórida, 135 eram trabalhadores da Florida East Coast Railway, e mais de 70 pessoas morreram afogadas perto de Elliott Key depois que dois navios a vapor afundaram. Ao longo de sua trajetória, os danos causados pelo furacão totalizaram pelo menos $ 4.135.000 e pelo menos 240 mortes foram registradas.

### Tempestade tropical Nove
Acredita-se que uma tempestade tropical tenha se formado a partir de uma área de baixa pressão, possivelmente no final de uma frente fria em 14 de outubro A tempestade moveu-se para o oeste; no entanto, começou a se curvar para oeste-sudoeste em 15 de outubro, quando atingiu seus ventos máximos de 80 km/h (50 mph). A tempestade continuou a caminhar para o oeste-sudoeste em 16 de outubro, mais tarde atingindo o leste da Flórida em 17 de outubro como uma depressão tropical. Nenhum dano é conhecido por ter sido causado pela tempestade tropical.

### Tempestade tropical Dez
A décima tempestade da temporada se formou em 15 de outubro como uma tempestade tropical a leste das Bahamas e ao norte de Hispaniola. A tempestade tropical moveu-se para noroeste, mas mudou de direção e começou a se curvar para nordeste em 17 de outubro. À medida que a tempestade se movia para o leste, ela se fortaleceu lentamente; a tempestade atingiu seus ventos máximos de 80 km/h (50 mph) em 18 de outubro. A tempestade tropical se dirigiu diretamente para o leste em 19 de outubro e se dissipou no Atlântico aberto em 20 de outubro

### Furacão Onze
A última tempestade da temporada começou como uma depressão tropical em 5 de novembro, localizada no Caribe, ao sul de Cuba. Ele se fortaleceu em uma tempestade tropical no final do dia, enquanto se curvava para o norte, e a tempestade virou para o nordeste em 6 de novembro. Ao se aproximar de Cuba, a tempestade atingiu brevemente o status de furacão; no entanto, quando o furacão atingiu Cuba, ele se enfraqueceu para uma tempestade tropical. A tempestade flutuou sobre as Bahamas como uma tempestade tropical mínima em 8 de novembro, enquanto seguia leste-nordeste. Ele continuou a enfraquecer e fez a transição para uma tempestade extratropical em 10 de novembro Nenhum dano é conhecido por ter sido causado pelo furacão. Seu trajeto, sua intensidade e a época do ano em que se formou são muito semelhantes aos do furacão Katrina de 1981.